# Jüdisches Ghetto von Kaluga
Das Ghetto von Kaluga war ein jüdisches Ghetto, das vom Dritten Reich während des Zweiten Weltkriegs in Kaluga geschaffen wurde. Es bestand etwa zwei Monate im November–Dezember 1941 bis zur Gegenoffensive der Roten Armee bei Moskau. Es war das erste befreite Ghetto in Europa.
Am 30. Dezember wurde die Stadt von den Truppen der Roten Armee befreit. Insgesamt starben in Kaluga etwa 25 Juden.
In Kaluga gibt es weder ein Totendenkmal noch eine Gedenktafel, die an diese Ereignisse erinnert. Im März 2012 fand in den Räumlichkeiten des Archivs für Zeitgeschichte von Kaluga die Präsentation des auf Initiative der örtlichen jüdischen Gemeinde herausgegebenen Buches „Jüdisches Ghetto in Kaluga“ statt.